# Expedició Àrtica Britànica

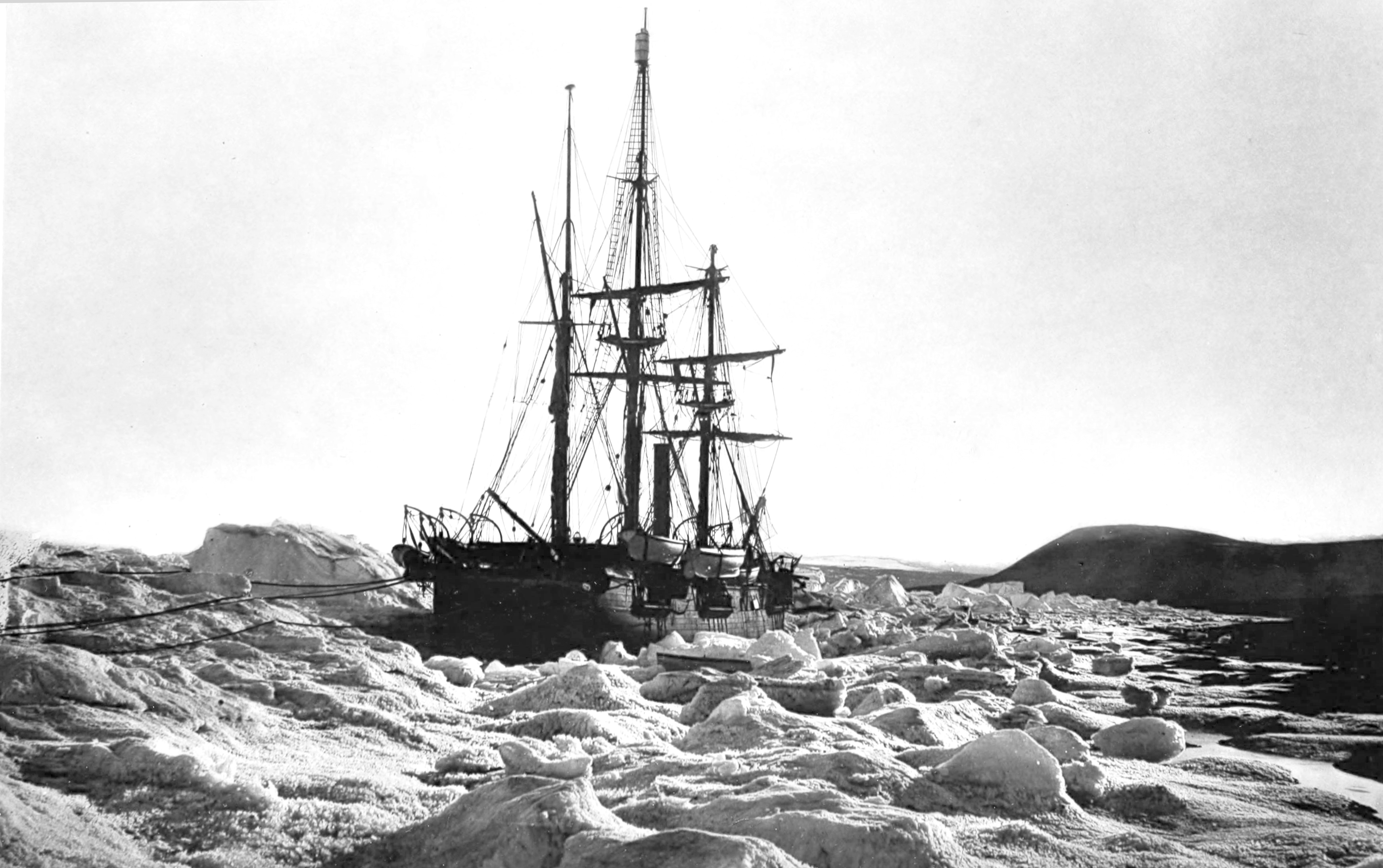
HMS Alert atrapat a la banquisa durant l'expedició (1876).

L'Expedició Àrtica Britànica de 1875-1876 (en anglès British Arctic Expedition) fou una expedició envida per l'Almirallat britànic per intentar arribar al pol Nord, a través de l'estret de Smith, i que fou dirigida per Sir George Strong Nares. Tot i que l'expedició no aconseguí arribar al Pol Nord, realitzà una detallada campanya de reconeixement de les costes de Groenlàndia i l'illa d'Ellesmere, a banda de recollir una gran quantitat d'informació científica.
En aquesta expedició Nares es convertí en el primer occidental en haver navegat per les aigües més septentrionals de la Terra, travessant l'estret que hi ha entre Groenlàndia i l'illa d'Ellesmere i que en l'actualitat duu el seu nom i arribant fins al mar de Lincoln. Fins aquell moment hi havia una teoria popular que deia que aquest camí conduiria al suposat mar polar obert, una regió lliure de gel que envoltava el pol, però Nares es trobà sols amb un desert de gel.

## L'expedició
L'expedició, composta per dos vaixells, el HMS Alert i el HMS Discovery, capitanejat per Frederick Henry Stephenson, partí de Portsmouth el 29 de maig de 1875. Nares passà l'hivern de 1875 a Fort Conger, a uns 10 km a l'est de l'actual estació meteorològica d'Alert, a bord del HMS Alert.
En el decurs d'aquesta expedició s'arribà per primera vegada a la costa septentrional de l'illa d'Ellesmere. Una travessia en trineus encapçalada pel comandant Albert Markham Hastings establí un nou rècord d'apropament al Pol Nord, en arribar fins als 83° 20' 26"N. Aquests foren els únics èxits, perquè la resta de l'expedició fou un desastre, ja que molts dels homes patiren d'escorbut i es veieren obstaculitzats per una roba i uns equips inadequats. Considerant que els seus homes no podrien sobreviure un altre hivern en el gel, Nares es retirà precipitadament cap al sud amb els seus dos vaixells durant l'estiu de 1876.
El personal naval i els topògrafs, entre ells Thomas Mitchell, tingueren èxit en la documentació, fotografiant els pobles indígenes del nord i els paisatges del que més després es convertiria en els Territoris del Nord-oest del Canadà, i més recentment, en Nunavut.
Entre els expedicionaris hi havia l'oficial Adam Ayles, en honor del qual es batejà la barrera de gel Ayles i el mont Ayles (1.060 m). Fruit dels reconeixements efectuats en aquesta expedició es posaren nom a la plataforma de gel Markham, l'estret de Nares i Alert, l'indret habitat situat més al nord de la Terra.
Els arxius de l'expedició es conserven al Scott Polar Research Institute de la Universitat de Cambridge.